# Joyce Summers
Pour les articles homonymes, voir Summers.
Joyce Summers est un personnage de la série télévisée américaine Buffy contre les vampires interprété par Kristine Sutherland. Candy Clark interpréta la première ce rôle en 1992 dans le film Buffy, tueuse de vampires. Le personnage est extrêmement différent de celui de la série, beaucoup moins maternelle, et ne fait que quelques apparitions tout au long du film.

## Biographie fictive

### Saisons 1 et 2
Joyce est la mère de Buffy. Elle a divorcé de son mari, Hank, peu avant de venir s'installer à Sunnydale. Elle aime beaucoup sa fille et se préoccupe beaucoup de ses résultats scolaires. On n'en connaît pas beaucoup sur sa vie privée, mais on sait qu'elle s'occupe d'une galerie d'art qu'elle a ouverte à son arrivée à Sunnydale. Malgré tous les indices qu'elle aurait pu voir, elle ne connaît rien des activités de sa fille ni de sa condition de tueuse. Elle ne se rend même pas compte que Sunnydale n'est pas une ville comme les autres, comme dans l'épisode Le Fiancé où elle s'éprend d'un homme qui se révèle être un robot. Ce n'est qu'au dernier épisode de la saison 2 (Acathla) qu'un concours de circonstances lui ouvre les yeux. Elle ne veut rien savoir de tout ce que lui révèle Buffy et lui interdit même de sortir accomplir sa mission sous peine de ne pouvoir revenir (c'est une des raisons qui pousse ensuite Buffy à fuir la ville).

### Saison 3
Joyce tient Giles pour responsable et lui reproche son influence sur sa fille. Après le retour de Buffy à Sunnydale, mère et fille se réconcilient. Elle finit par s'adapter petit à petit aux activités nocturnes de sa fille, même si elle a peur de la perdre un jour. Buffy voit son mode familial revenir à une mère, Joyce, et un père de substitution, Giles, parents qui ont une aventure unique sous l'effet d'un sort (épisode Effet chocolat). En voulant en apprendre plus sur les activités de Buffy, Joyce l'accompagne un soir en patrouille. Elle y découvre les corps de deux jeunes enfants et devient ainsi, le temps d'un épisode, le leader du M.O.O. (Mères Opposées à l'Occulte), essayant même, sous l'influence d'un démon, de faire périr Buffy et Willow sur un bûcher (épisode Intolérance).

### Saisons 4 et 5
Une fois Buffy à l'université, Joyce se sent seule et n'apparaît que très peu durant la saison 4. Buffy vient cependant à son secours lorsque Faith s'en prend à elle (épisode Une revenante, partie 1).
Au début de la saison 5, lorsque Dawn apparaît, il est clair que Joyce a une préférence pour elle, son bébé (même si elle n'est pas sa vraie fille ce dont elle se rend compte par la suite). C'est aussi à ce moment que la santé de Joyce se détériore. Elle se retrouve souvent à l'hôpital pour des problèmes au cerveau et se fait opérer d'une tumeur. Ce n'est que lorsque tout le monde croit qu'elle est totalement guérie que Buffy la retrouve morte d'un anévrisme dans le salon familial au début de l'épisode Orphelines. 

### Saisons 6 et 7
Joyce apparaît dans l'épisode 17 de la saison 6 À la dérive dans lequel Buffy est contaminée par un puissant poison qui fait croire à la Tueuse qu'elle se trouve dans un asile psychiatrique où elle retrouve sa mère et son père toujours mariés.
Puis au cours de la saison 7, Joyce revient dans les épisodes 7 Connivences et 10 L'Aube du dernier jour quand La Force prend son apparence pour affaiblir Dawn et Buffy en les confrontant avec le fantôme de leur mère.

## Caractérisation
J. P. Williams compare le rôle initial de Joyce dans la série à celui de Lois Lane qui est incapable de reconnaître Superman en Clark Kent. Son ignorance des capacités et des responsabilités de sa fille conduit le téléspectateur à s'interroger sur son intelligence et ses motivations. Bien que confrontée plusieurs fois à des événements étranges concernant Buffy, Joyce refuse de voir la réalité en face, adoptant une attitude de déni, et les situations tragi-comiques que cela provoque renforcent le fossé générationnel qui est mis en avant par la série. Pour Lorna Jowett, Joyce est la mère typique d'adolescent de films d'horreur, aimante et protectrice mais incapable d'aider son enfant par son ignorance de la réalité. Jowett interprète l'amour maternel de Joyce comme un moyen de compenser son échec à comprendre intuitivement ce qui se passait avec sa fille. Même après avoir appris la vérité, Joyce, malgré l'intérêt qu'elle exprime pour la mission de sa fille et son inquiétude pour elle, est incapable de la protéger ou de comprendre ce qu'elle doit endurer, ce qui est mis en avant dans les épisodes Effet chocolat et Intolérance. 
Lors de la saison 5, le rôle de Joyce, qui n'est apparue que dans cinq épisodes la saison précédente, devient plus central car les thèmes principaux de la saison sont la famille et la confrontation de Buffy avec des choses qu'elle ne peut ni combattre ni contrôler. La tumeur au cerveau dont Joyce est atteinte représente une forme de mortalité que Buffy ne peut combattre et ce n'est qu'à sa mort que les autres personnages de la série réalisent la tâche complexe qu'elle accomplissait en gérant le quotidien familial d'une super-héroïne à la vie violente et d'une clef mystique tout en maintenant l'apparence d'une vie normale. Le rôle maternel de Joyce, passé largement inaperçu tout au long de la série, doit après sa mort être tenu par Buffy, qui doit s'occuper du foyer et de sa sœur et qui trouve cette tâche plus difficile à accomplir que son devoir de Tueuse de vampires.